# Лучки (Приморський край)
Лучки (рос. Лучки) — село в Хорольському районі Приморського краю Росії. Входить до складу Лучкинського сільського поселення і є його адміністративним центром.

## Історія
Село було засноване у 1903 році українцями-переселенцями з села Лучки, нині Полтавський район Полтавська область. 
У 1922-1928 роках село входило до складу Чернігівського району, в 1928-1935 роках — Михайлівського району, з 23 березня 1935 по лютий 1963 року було в складі Хорольського району. З лютого 1963 по січень 1965 року в складі Ханкайського району, з січня 1965 по листопад 1965 року знову у складі Чернігівського району.
З листопада 1965 року й допонині село входить до складу Хорольського району.

## Населення
За даними перепису населення 2010 року на території села проживало 863 особи. Частка чоловіків у населенні складала 50,4% або 435 осіб, жінок — 49,6% або 428 осіб. Національний склад станом на 2002 рік: росіяни — 85,2% або 930 осіб, українці — 12,6% або 137 осіб.
Динаміка чисельності населення села
| 1915   | 2002   | 2008  | 2010  | 2018  |
| ------ | ------ | ----- | ----- | ----- |
| ▬ 1548 | ▼ 1091 | ▼ 960 | ▼ 863 | ▼ 810 |